# Liste der ÖRK-Mitgliedskirchen in Nordamerika
Die Liste der ÖRK-Mitgliedskirchen in Asien erfasst die Mitglieder des Ökumenischen Rats der Kirchen, geordnet nach den Staaten, in denen sie ihren Hauptsitz haben.
| Hauptsitz (Staat)  | Kirche                                                                  | Kirchenfamilie                                | Mitgliederzahl |
| ------------------ | ----------------------------------------------------------------------- | --------------------------------------------- | -------------- |
| Kanada             | Anglikanische Kirche von Kanada                                         | Anglikanische Kirchen                         | 641.845        |
| Kanada             | Kanadische Jahresversammlung der Gesellschaft der Freunde               | Brüder-Unität und historische Friedenskirchen | 1.200          |
| Kanada             | Christliche Kirche (Jünger Christi) in Kanada                           | Jünger Christi / Kirchen Christi              | 2.606          |
| Kanada             | Evangelical Lutheran Church in Canada                                   | Lutherische Kirchen                           | 148.863        |
| Kanada             | Presbyterian Church in Canada                                           | Reformierte Kirchen                           | 125.500        |
| Kanada             | Vereinigte Kirche von Kanada                                            | Vereinigte und sich vereinigende Kirchen      | 608.243        |
| Vereinigte Staaten | Afrikanische Methodistisch-Bischöfliche Kirche                          | Methodistische Kirchen                        | 2.510.000      |
| Vereinigte Staaten | Afrikanische Methodistisch-Bischöfliche Zions-Kirche                    | Methodistische Kirchen                        | 1.432.795      |
| Vereinigte Staaten | Amerikanische Baptistenkirchen in den USA                               | Baptistengemeinden                            | 1.433.075      |
| Vereinigte Staaten | Christliche Kirche (Jünger Christi)                                     | Jünger Christi / Kirchen Christi              | 830.000        |
| Vereinigte Staaten | Christliche Methodistisch-Bischöfliche Kirche                           | Methodistische Kirchen                        | 858.670        |
| Vereinigte Staaten | Kirche der Brüder                                                       | Brüder-Unität und historische Friedenskirchen | 134.000        |
| Vereinigte Staaten | Bischöfliche Kirche                                                     | Anglikanische Kirchen                         | 1.712.563      |
| Vereinigte Staaten | Evangelisch-Lutherische Kirche in Amerika (ELCA)                        | Lutherische Kirchen                           | 4.850.776      |
| Vereinigte Staaten | Heilige Apostolische und Katholische Assyrische Kirche des Ostens       | Assyrische Kirche des Ostens                  | 323.300        |
| Vereinigte Staaten | Ungarische Reformierte Kirche in Amerika                                | Reformierte Kirchen                           | 6.080          |
| Vereinigte Staaten | Internationaler Rat der Gemeinschaftskirchen (ICCC)                     | Brüder-Unität und historische Friedenskirchen | 108.806        |
| Vereinigte Staaten | Internationale Evangelische Kirche                                      | Pfingstkirchen                                | 21.000         |
| Vereinigte Staaten | Brüder-Unität in Amerika                                                | Brüder-Unität und historische Friedenskirchen | 36.095         |
| Vereinigte Staaten | Nationaler Baptistenbund von Amerika                                    | Baptistengemeinden                            | 5.000.000      |
| Vereinigte Staaten | Nationaler Baptistenbund USA                                            | Baptistengemeinden                            | 7.500.000      |
| Vereinigte Staaten | Orthodoxe Kirche in Amerika                                             | Östlich-orthodoxe Kirchen                     | 1.000.000      |
| Vereinigte Staaten | Polnische Katholische Nationalkirche                                    | Brüder-Unität und historische Friedenskirchen | 30.000         |
| Vereinigte Staaten | Presbyterianische Kirche USA                                            | Reformierte Kirchen                           | 1.849.496      |
| Vereinigte Staaten | Progressiver Nationaler Baptistenbund                                   | Baptistengemeinden                            | 2.500.000      |
| Vereinigte Staaten | Reformierte Kirche in Amerika                                           | Reformierte Kirchen                           | 284.520        |
| Vereinigte Staaten | Religiöse Gesellschaft der Freunde – Generalkonferenz der Freunde       | Brüder-Unität und historische Friedenskirchen | 32.000         |
| Vereinigte Staaten | Religiöse Gesellschaft der Freunde – Vereinigte Versammlung der Freunde | Brüder-Unität und historische Friedenskirchen | 170.600        |
| Vereinigte Staaten | United Church of Christ                                                 | Vereinigte und sich vereinigende Kirchen      | 1.400.000      |
| Vereinigte Staaten | Evangelisch-methodistische Kirche                                       | Methodistische Kirchen                        | 10.103.323     |